# Lepsøya
Lepsøy eller Løvsøya er en 12,1 km² stor ø i i den tidligere Haram kommune, nu en del af Ålesund, på Ydre Sunnmøre i Møre og Romsdal fylke i Norge. Den er den sydligste ø i øgruppen Nordøyane (Nordøerne), som ligger nord for Ålesund by på sunnmørskysten mellem Haramsfjorden og Vigrafjorden. Øen er nu forbundet med færge til fastlandet over Lepsøyrevet og hurtigbåd til Ålesund (ca. 40 min.), men en brobaseret fastlandsforbindelse som går under navnet Nordøyvejen er under bygning, og er ventes at stå færdig i løbet af 2022.

## Samfund
Hovederhverv er landbrug, men tidligere ernærede fastboende sig også af fiskeri.
Øen har skole med SFO, børnehave og butik.

## Fyrstation
Der blev bygget et fyr på Høgeberga i 1880, men dette stod for lavt. I 1918 ble fyret flyttet op til Hellevik. Dette blev i 1988 erstattet af en fyrlygte.

### Geografi
I lighed med de andre øern i området har Lepsøya bratte klipper ned i havet mod nord og vest. I syd og øst er øen fladere og det er her det meste af bebyggelsen findes. Fjeldformationen Bryggja i nord-vest bryder dønningerne fra havet ind mod Haramsfjorden og Vigrafjorden. Videre mod syd ligger fjelcet Storhaugen (289 moh.) og terrænet er her fladere før det rejser sig mod øens højeste fjeld, Goaldet, 490 moh.. Lige nord for toppen ligger den lille dam, Kortjørna.
I syd-øst er der fladt og fjeldet tager af for nordenvinden så der er lunt. Det meste af området er dyrket, og omkring Kjerstad voksede i gammel tid noget skov. På Kjerstad ligger også færgekajen med færge til fastlandet. Videre mod syd-øst ligger nogle småøer, Lausundholmen, Lisjelauka, Lauka og Hestøya, som alle på nær Lisjelauka har været beboet i gammel tid.
I sundet mellem Lepsøya og fastlandet ligger Lepsøyrevet, dybden her er stort set kun 5-9 meter, men der er i nyere tid mudret opp en skipsleilavet en sejlrute gennem revet.

#### Hellere
På sydvestsiden under bjerghammerne Måsehamrana ligger gården Rønstad og nord for denne, langs fjeldet ligger der flere heller (no). Den største og mest kendte blandt disse er Rønstadhelleren, omkring 3 km. nord for gården og går 76 meter ind i bjerget.